# Montdoré
Montdoré település Franciaországban, Haute-Saône megyében. Lakosainak száma 70 fő (2022. január 1.). Montdoré Selles, Alaincourt, La Basse-Vaivre, Demangevelle, Hurecourt, Melincourt, Polaincourt-et-Clairefontaine és Vauvillers községekkel határos.

## Népesség
A település népességének változása:
| Lakosok száma | 62   | 69   | 73   | 73   | 74   | 78   | 75   | 73   | 70   |
|               | 2013 | 2015 | 2016 | 2017 | 2018 | 2019 | 2020 | 2021 | 2022 |